# 麥克拉肯 (堪薩斯州)
麥克拉肯（英語：McCracken）是一個位於美國堪薩斯州拉什縣的城市。

## 地方資料
根據2020年美國人口普查的數據，麥克拉肯的面積為2.58平方千米，當中陸地面積為2.58平方千米，而水域面積為0.00平方千米。當地共有人口152人，而人口密度為每平方千米58.91人。